# Werner Jasper Andreas Moltke
Werner Jasper Andreas lensgreve Moltke (15. september 1755 på Gut Walkendorf i Mecklenburg – 15. august 1835 i Køge) var en dansk amtmand og overpræsident i København.
Han var en søn af Eberhard Friedrich Ehrenreich Moltke til Streitfeld, Bülow m.fl. godser (1727-1781) og Marie Dorothea Margrethe født von Oertzen (1726-1767). Han fødtes på Walkendorf i Mecklenburg 15. september 1755, blev 1765 page ved det danske hof, 1774 løjtnant i Artilleriet, senere ved Garden til Fods, blev kort før prinsesse Charlotte Amalies død 1782 opvartende kammerjunker hos denne, samme år auskultant i Rentekammeret, 1787 amtmand over Roskilde Amt, 1796 stiftamtmand i Ribe Stift, 1810 stiftamtmand over Sjællands Stift og amtmand over Københavns Amt samt Færøerne og udnævntes 1816 til Overpræsident i København, fra hvilken stilling han efter eget ønske afskedigedes 1834.
Fra 1816 var han tillige 1. medlem af Københavns Vand-, Brolægnings- og Provideringskommission, af Fødsels- og Plejestiftelsen og af Direktionen for Borger- og Almueskolevæsenet. 1832 havde han desuden sæde i de 35 oplyste mænds forsamling. 1776 blev han kammerjunker, 1782 kammerherre, 1803 Storkors af Dannebrogordenen, 1813 gehejmekonferensråd, og 1834 optoges han, der 1776 var blevet naturaliseret som hørende til den danske adel, i den lensgrevelige stand. Han døde 15. august 1835 i Køge.
Med den varmeste interesse omfattede han sin embedsgerning og udrettede i sine forskellige stillinger overordentlig meget for dem, hvis tarv han var sat til at varetage; men han havde da også den glæde at se sin virksomhed påskønnet fra alle sider. Således hædredes han 1802 af "det erkendtlige" Ribe derved, at der rejstes en mindestøtte for ham, og ved sin afgang som overpræsident 1834 med et festmåltid af Københavns Kommunalbestyrelse, der ligeledes foranledigede, at hans lensgrevelige våben delvis blev optaget efter staden Københavns våben.

## Ægteskaber
Han blev gift første gang 2. juni 1783 med Ida Elisabeth Lütken (24. juni 1763 i København – 17. september 1797 i Ribe), en datter af kommandørkaptajn Christopher Lütken (1734-1783); anden gang 27. juli 1798 med Johanne Caspare Rosenørn (født på Katholm, døbt 18. september 1767 – 1. juli 1829 på Ulriksholm), en datter af gehejmekonferensråd, overskænk Peder Rosenørn.
Ida Elisabeth Lütken blev begravet i Ribe Domkirke. Som et led i at overbevise borgerne i Ribe om, at begravelser i det fri var ok (og nu bekendtgjort ved lov) lod W.I.A. Moltke sin kones jordiske rester flytte til kirkegården. Gravstedet har stadigvæk nr. 1 på Ribe Gl. Kirkegård og de jordiske rester blev flyttet i maj 1807. Ordlyden på gravstedet lyder:
Fra mørke  Grav i Templets Skygge henførtes  efter ti Års hvile til dette lysere Hvilested Asken af den forklarede Elisabeth, W. J. A. Moltkes ømme Ægtefælle, hans Børns hulde Moder, Graziens Fortrolige, Dydens sande Veninde. Maj 1807

## Galleri
- Mindesten ved Moltkes Alle i Ribe
- Ida Elisabeth Lütkens gravsten på Ribe Gl. Kirkegård